# Trichomachimus baratovi
Trichomachimus baratovi är en tvåvingeart som beskrevs av Pavel Lehr 1989. Trichomachimus baratovi ingår i släktet Trichomachimus och familjen rovflugor.
Artens utbredningsområde är Tadzjikistan. Inga underarter finns listade i Catalogue of Life.